# 연마재

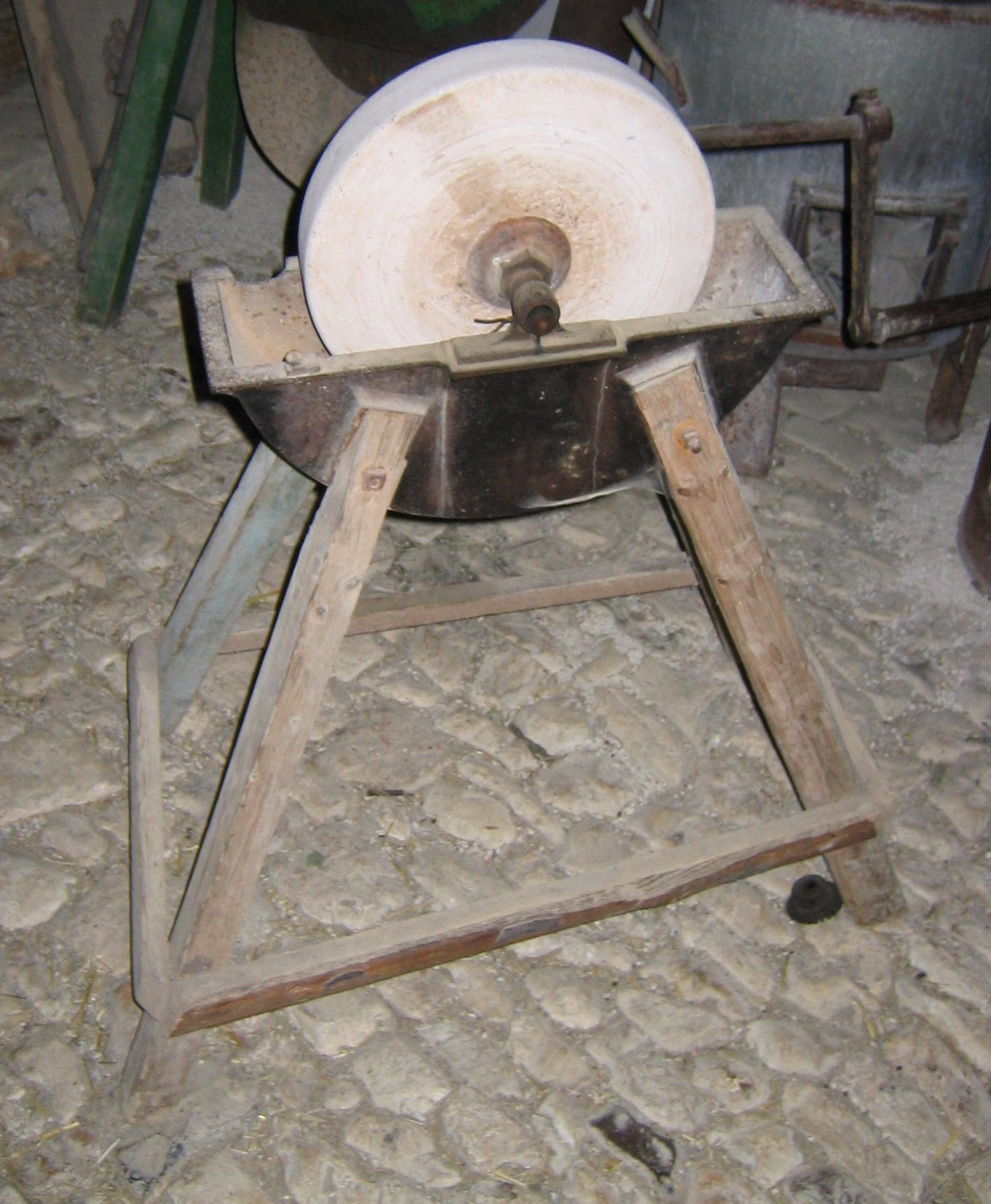
숫돌바퀴

연마재(硏磨材)는 물체 및 물질의 표면과 마찰을 일으켜 표면이 마멸되거나 고르게 되도록 연마시키는 도구 또는 광물의 총칭이다. 여러 산업 분야에서 폭넓게 쓰이며, 종류로는 사포, 숫돌, 슬래그, 다이아몬드 등이 있다.

## 같이 보기
- 침식
- 마모